# Norwood (Missouri)
Norwood é uma cidade localizada no estado americano de Missouri, no Condado de Wright.

## Demografia
Segundo o censo americano de 2000, a sua população era de 552 habitantes.
Em 2006, foi estimada uma população de 579, um aumento de 27 (4.9%).

## Geografia
De acordo com o United States Census Bureau tem uma área de
4,1 km², dos quais 4,1 km² cobertos por terra e 0,0 km² cobertos por água. Norwood localiza-se a aproximadamente 463 m acima do nível do mar.

## Localidades na vizinhança
O diagrama seguinte representa as localidades num raio de 28 km ao redor de Norwood.